# Działania wojenne

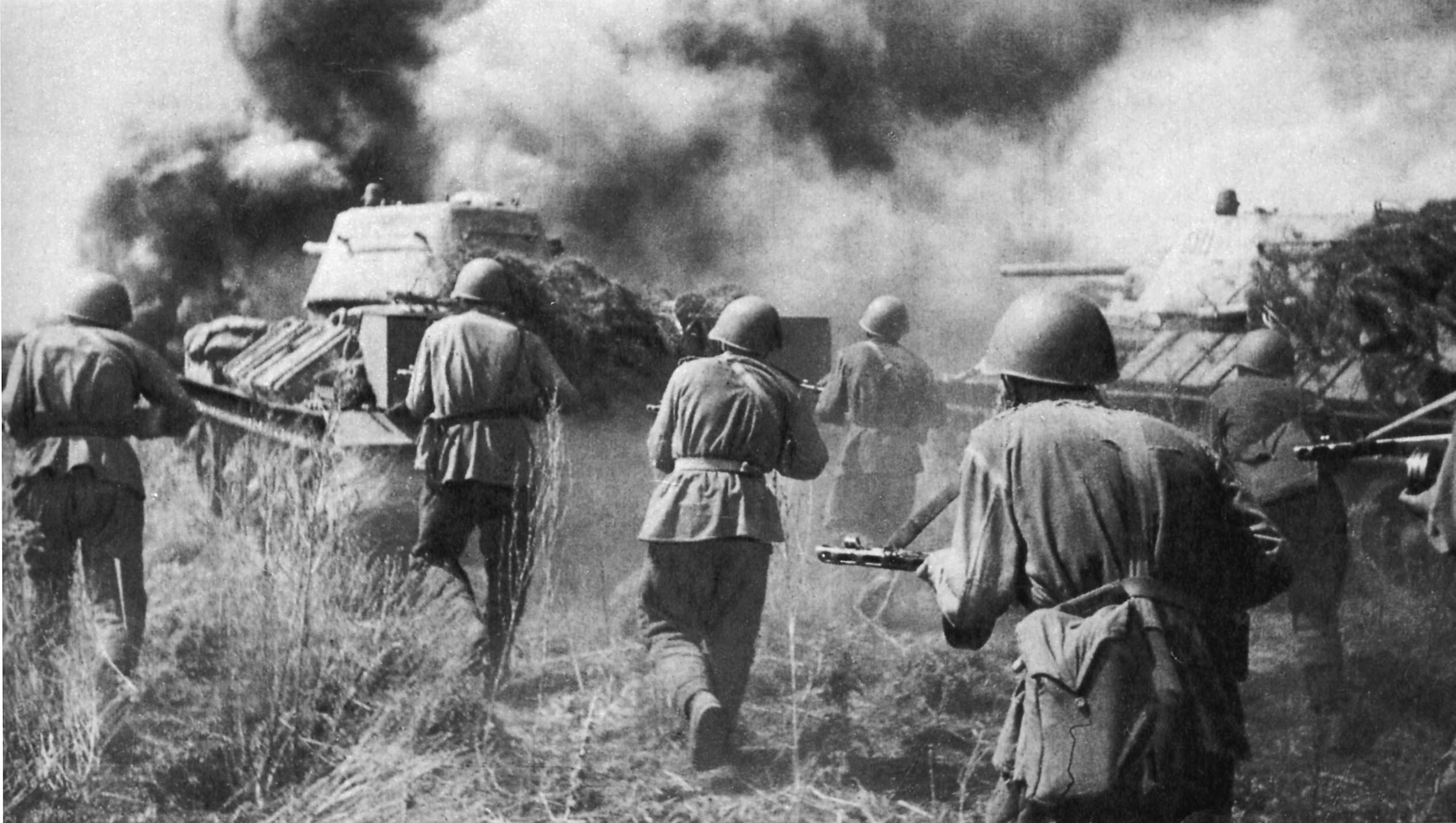
Działania wojenne

Działania wojenne – działania sił zbrojnych w czasie wojny mające na celu rozbicie sił zbrojnych, potencjału obronnego przeciwnika na lądzie, w przestrzeni powietrznej, w przestrzeni kosmicznej, na akwenach, oraz w strefie telekomunikacji i infrastruktury informatycznej.

## Charakterystyka
Działania wojenne to wszystkie działania przeciwstawnych stron przy użyciu różnych środków zmierzające do osiągnięcia sprzecznych celów w sferze politycznej, militarnej, ekonomicznej lub społeczne.
To wszelkie działania podejmowane w toku wojny dla osiągnięcia jej celów, celu strategicznego bądź celu operacji. Rozróżnia się działania zbrojne i niezbrojne.
To walka zbrojna, realizowane zamierzenia dwóch lub więcej państw dążących do osiągnięcia określonych celów politycznych, ekonomicznych, społecznych przez użycie zorganizowanej siły militarnej, przede wszystkim sił zbrojnych, prowadzących walki, bitwy i operacje na lądzie, w powietrzu (kosmosie) i na morzu. 